# Албі (Південна Дакота)
Албі (англ. Albee) — місто (англ. town) в США, в окрузі Ґрант штату Південна Дакота. Населення — 7 осіб (2020).

## Географія
Албі розташоване за координатами 45°3′5″ пн. ш. 96°33′13″ зх. д. / 45.05139° пн. ш. 96.55361° зх. д. (45.051287, -96.553535).  За даними Бюро перепису населення США в 2010 році місто мало площу 0,34 км², уся площа — суходіл.

## Демографія
Згідно з переписом 2010 року, у місті мешкало 16 осіб у 7 домогосподарствах у складі 4 родин. Густота населення становила 47 осіб/км².  Було 7 помешкань (21/км²).
Расовий склад населення:
| - 100,0 % — білих |

До двох чи більше рас належало 0,0 %. Частка іспаномовних становила 0,0 % від усіх жителів.
За віковим діапазоном населення розподілялося таким чином: 25,0 % — особи молодші 18 років, 62,5 % — особи у віці 18—64 років, 12,5 % — особи у віці 65 років та старші. Медіана віку мешканця становила 34,0 року. На 100 осіб жіночої статі у місті припадало 77,8 чоловіків;  на 100 жінок у віці від 18 років та старших — 100,0 чоловіків також старших 18 років.
Цивільне працевлаштоване населення становило 5 осіб. Основні галузі зайнятості: транспорт — 40,0 %, науковці, спеціалісти, менеджери — 40,0 %, роздрібна торгівля — 20,0 %.